# راسو (آریزونا)
راسو (به انگلیسی: Raso) یک منطقهٔ مسکونی در ایالات متحده آمریکا است که در آریزونا واقع شده است. راسو ۱٬۳۳۴ متر بالاتر از سطح دریا واقع شده است.